# Juliana Sakae
Juliana Sakae é uma jornalista e cineasta brasileira cujo trabalho se concentra em documentários de questões sociais, direitos humanos e crianças. Seu primeiro filme, Bleu et Rouge, conta a história do Haiti através dos olhos de sete adolescentes haitianos, e foi filmado no verão anterior ao terremoto de 2010 no Haiti. Bleu et Rouge foi exibido em vários festivais no Brasil e também foi usado para arrecadar fundos para as vítimas do terremoto no Haiti.
O documentário de Juliana, Antigirl, sobre uma artista de rua, ganhou o Best Short Doc no Los Angeles Film and Script Festival e foi selecionado no Female Eye Film Festival, em Toronto.

## Filmografia
- The Secret of Sound Design (produtora, 2016)
- Love Addiction (produtora, 2016)
- Lola Divas (produtora, 2015)
- Living in Noisy Life (produtora, 2015)
- Aprendendo a Compartilhar (editora, 2015)
- Antigirl (diretora, 2014)
- Love Bid (produtora, 2014)
- Gev (diretora, 2014)
- Consequências (diretora, 2013)
- Nino (diretora, 2013)
- Paredes Pentads (produtora, 2010 / Brasil)
- Bleu et Rouge (diretora, 2010)

## Honras e prêmios
- Festival de Cinema e Roteiro de Los Angeles: Melhor Curta Documentário: "Antigirl"
- RBS Awards 2011: Melhor projeto criativo: "A conquista de Laguna contada no Twitter"
- RBS Awards 2011: Jornalista inovador
- Festival de Cinema de Olhos Femininos Seleção Oficial 2015
- Seleção Oficial 2011 Mostra Internacional Etnografica
- Seleção Oficial 2011 Catavideo
- Seleção Oficial 2010 Cinesul
- Seleção Oficial 2010 Cinedocumenta